# بطولة أوروبا لكرة الماء 1958
بطولة أوروبا لكرة الماء 1958 كان الموسم التاسع من بطولة أوروبا لكرة الماء، وجرت المنافسات في بودابست المجر، ونظمت من قبل الاتحاد الأوروبي للسباحة.

## النتائج
| م       | المنتخب          |
| ------- | ---------------- |
| ذهبية   | المجر            |
| فضية    | يوغوسلافيا       |
| برونزية | الاتحاد السوفيتي |
| 4       | إيطاليا          |
| 5       | ألمانيا الشرقية  |
| 6       | هولندا           |
| 7       | ألمانيا          |
| 8       | فرنسا            |
| 9       | بولندا           |
| 10      | بلجيكا           |